# Moreno (rappeur)
Pour les articles homonymes, voir Moreno.
Moreno Donadoni, connu sous le nom de Moreno (né le 27 novembre 1989 à Gênes, dans la région de Ligurie) est un rappeur italien. En 2011, il remporte les Tecniche perfette, le tournoi de freestyle les plus populaires en Italie. En 2013, il accède à la notoriété après sa participation au concours télévisé de talents Amici di Maria De Filippi. Il y gagne notamment le prix de « meilleur critique ». Il est également le premier rappeur à être admis au concours de talents sur Channel 5.
Il signe plus tard un contrat avec la major Universal Music Group et au label Tempi Duri Records, auxquels il publie son premier solo Stecca. En 2014, il participe de nouveau à Amici di Maria De Filippi en tant que directeur artistique et publie son deuxième album studio Incredibile. En 2015, il participe au festival de Sanremo où il joue sa chanson Oggi ti parlo così.

## Biographie

### Enfance et débuts
Moreno naît à Gênes (sa mère est originaire de Palerme, et son père de Naples), où il forme son premier crew Ultimi AED, un collectif de freestyle composé de 5 membres. Il commence dans le rap en participant à son premier concours, terminant deuxième à Sound Village de Prato. Il remporte le concours en finale face à Emis Killa.
Il participe ensuite à la plus importante compétition de freestyle du pays, à savoir Technique perfette ; il y remporte le premier titre régional en 2007 en Ligurie, et fait de même en 2008, puis remporte en 2009 la finale régionale à Pise, en Toscane. En 2012, il participe à la première édition de MTV Spit, où il arrive jusqu'en demi-finale, puis perd face à Fred de Palma. Toujours en 2012, il triomphe à la Battle Arena organisée à Bologne. Avec Ultimi AED, il compte trois mixtapes et deux albums en téléchargement gratuit produits par Francesco Morabito : No grazie (2009) et No grazie Pt. 2 (2012),.

### Stecca
En février 2013, Moreno entre à l'émission Amici di Maria De Filippi et devient le premier rappeur à participer à un concours télévisé de talents,. Il signe avec le label Universal Music Group, en collaboration avec Tempi Duri Records, et publie son premier album solo Stecca, le 14 mai 2013. L'album contient des chansons écrites par Moreno et Fabri Fibra, et produit de Medeline (équipe française travaillant déjà avec Fibra et Marracash), Takagi Beatz (le beatmaker de Gemelli DiVersi et J-Ax) et Shablo ; il collabore aussi avec le rappeur Clementino. Stecca ha debuttato atteint la première place des classements musicaux italiens où il reste pendant deux semaines,. À la troisième semaine, l'album est certifié disque d'or avec 30 000 exemplaires vendus, puis disque de platine avec 60 000 exemplaires supplémentaires vendus. Il est certifié double disque de platine avec 120 000 exemplaires supplémentaires vendus.
Le 1er juin 2013, il est déclaré vainqueur de l'émission Amici, et remporte le prix de « meilleur critique ». Deux jours plus tard, il publie le premier single de Stecca, intitulé Che confusione, un single présenté aux Wind Music Awards 2013. La chanson atteint la sixième place des classements musicaux italiens et est plus tard certifié disque de platine. Le 11 juin sort l'album de Paola e Chiara intitulé Giungla, qui contient une collaboration avec Moreno sur la chanson Tu devi essere pazzo. Moreno participe le 15 juin aux MTV Awards 2013 où il chante le hit single Che confusione. En été 2013, il participe à la première édition du Summer Festival Music - Tezenis Live, pré-enregistrée en juin,.
Vers la fin juillet 2013, il publie le deuxième single de l'album, Sapore d'estate. En automne 2013, il chante avec Max Pezzali Tieni il tempo, chanson thème de l'émission de télévision Colorado. Dans une entrevue à Occupy Deejay, Moreno révèle un troisième single extrait de Stecca, intitulé La novità.

### Incredibile
Le second album studio du rappeur, intitulé Incredibile, est publié le 1er juin 2014 et fait notamment participer Fiorella Mannoia, Alex Britti, Annalisa, Gué Pequeno de Club Dogo et J-Ax. Le 13 mars 2014, il révèle la liste des pistes de l'album et un single, intitulé Sempre sarai, un duo avec Fiorella Mannoia publié le 14 mars. Le même jour, Incredibile est mis en pré-commande sur l'iTunes Store et débute deuxième des classements musicaux italiens pendant une semaine.
En novembre 2014, l'album est certifié disque d'or avec 25 000 exemplaires vendus. Le 3 décembre, Moreno annonce la publication d'une chanson inédite, Supereroi in San Fransokyo, incluse dans la bande originale du film Big Hero 6. La chanson entre en rotation radio pendant 5 semaines. Il participe ensuite au Festival de Sanremo 2015 avec la chanson Oggi ti parlo così. Il publie une réédition de Incredibile le 17 février 2015.

## Discographie

### Albums studio
- 2013 : Stecca
- 2014 : Incredibile

### Albums collaboratifs
- 2009 : No grazie (avec Ultimi AED)
- 2011 : AED Revolution (avec Ultimi AED)
- 2011 : A.E.D.L.A.N.D (avec Ultimi AED)
- 2012 : No grazie Pt. 2 (avec Ultimi AED)
- 2012 : UA Mixtape (avec Ultimi AED)